# Syzeuctus conformis
Syzeuctus conformis là một loài tò vò trong họ Ichneumonidae.